# کیش خاله (ماسال)
کیشه خاله ، روستایی از توابع بخش مرکزی ماسال شهرستان ماسال در استان گیلان ایران است.

## جمعیت
این روستا در بخش مرکزی ماسال قرار دارد و براساس سرشماری مرکز آمار ایران در سال ۱۳۸۵، جمعیت آن ۲۲۴ نفر (۵۶خانوار) بوده‌است.